# リンゼイ・ワグナー
リンゼイ・ジーン・ワグナー（Lindsay Jean Wagner、1949年6月22日 - ）は、エミー賞を獲得したアメリカ合衆国の女優。1970年代のテレビシリーズ『地上最強の美女バイオニック・ジェミー』の主演女優として最も有名である。身長174cm（一説には180cm、1978年4月）。B.W.H非公表。瞳：うす茶色、髪：グレーかかったブロンド。

## 生い立ち
ワグナーはロサンゼルス (カリフォルニア州) で生まれた。7歳の時に両親が離婚。母親は彼女を伴い、パサデナに近いロサンゼルス北東のイーグルロック地区に移転した。母親の再婚相手テッド・ボールは、一家を連れてポートランド (オレゴン州)に移った。ワグナーはデビッド・ダグラス・ハイスクールに通い、多くの学校演劇に出演した。高校卒業後はオレゴン大学で学んだ。

## 活動歴
ワグナーはロサンゼルスでモデルとして働き、「プレイボーイ・アフター・ダーク (Playboy After Dark) 」のホステスを務めることにより、いくばくかのテレビの経験も積んだ。一方で彼女はユニバーサル・ピクチャーズの友人と連絡をとり、女優としてのスタートとなるテレビドラマ『ドクター・ウェルビー (Marcus Welby, M.D.) 』に端役としてキャスティングされた。この出演は、彼女が映画『ふたり (Two People) 』(1972年) と『ペーパーチェイス』(1973年) で役を得るきっかけとなった。ワグナーは、1971年から1975年の間に『ドクター・ウェルビー』シリーズに異なる役で4回出演し、『ロックフォードの事件メモ』にも繰り返しゲスト出演した。
1975年、ワグナーは『600万ドルの男』にスティーブ・オースティン（リー・メジャース）の恋人ジェミー･ソマーズ役で出演した。『600万ドルの男』における「誕生! バイオニック・ジェミー秘話」という2話にわたるエピソードでは、ジェミーはスカイダイビング事故で重傷を負い、スティーブの要請で四肢などにスティーブと同様のバイオニック移植手術を受けるが、不幸にもジェミーの体は拒絶反応を起こし、彼女は死んでしまうというものだった。
これはワグナーのユニバーサル契約下での最後の仕事であることを意図していた。しかし、このキャラクターに対する視聴者の反応は圧倒的であり、ジェミーは彼女自身のスピンオフシリーズ『地上最強の美女バイオニック・ジェミー』と共に甦ることとなった。ジェミーは記憶喪失にかかり、スティーブに対する愛情を忘れてしまっていたが、彼と同様にアメリカ政府機関O.S.I.の諜報員となった。この2つのシリーズは何度かクロスオーバーするエピソードを持った。この番組により、ワグナーは1977年のエミー賞主演女優賞を獲得した。同作で1977年、78年のゴールデン・グローブ賞主演女優賞にもノミネートされたが、受賞はならなかった。また2007年にはTV Land Awardの "Greatest Gear or Admirable Apparatus"（最も偉大な装備または賞賛すべき器具）がバイオニック・ジェミーの右腕・両足・右耳に対して贈られた。1978年のシリーズ終了後も、ワグナーは主にテレビの短期シリーズやテレビ映画で、ジェミーを演じ続けた。
ワグナーは1980年代に他に2本、テレビの連続ドラマに主演した。1984年の『Jessie 』と1989年の『Peaceable Kingdom 』である。但しこれらはどちらも短命であった。彼女のごく最近の出演作は以下の通り。メリッサ・ギルバートと共演した2005年のテレビ映画『シッカー・ザン・ウォーター (Thicker than Water) 』、『Buckaroo: The Movie 』(2005年)、『Four Extraordinary Women 』(2006年)。

## その他の活動
- 1987年、ワグナーは若返りのための美容整形外科手術と同様の効果が得られる指圧療法に関するシリーズ本を、ロバート・M・クラインと共著で表した。
- ワグナーは、セレクト・コンフォート社のスリープ・ナンバー・ベッドのインフォマーシャルに出演している。
- 最近ワグナーは、彼女の自助療法である "Quiet the Mind & Open the Heart"（精神を平穏にし、心の奥を開く）のセミナーとワークショップを行った。これは精神性と瞑想を促進する。
- 2021年2月よりCS放送のAXNにおいて『地上最強の美女バイオニック・ジェミー』が再放送された。再放送を記念し、同年3月27日にAXN視聴者限定のオンラインイベントが開催された[4]。ワグナーはアメリカより参加。撮影当時の裏話などを語り、視聴者からの質問にもにこやかに応じた[5]。

## 私生活
ワグナーは4回結婚している。1971年から1973年まで音楽出版者のアラン・ライダーと。1976年から1979年まで俳優のマイケル・ブランドンと。1981年には『バイオニック・ジェミー』のセットで出会ったスタントマンのヘンリー・キンジと。キンジとの間に2人の息子ドリアンとアレックスが生まれたが、1984年に離婚した。1990年にはテレビ・プロデューサーのローレンス・モートフと結婚、しかし93年に離婚した。
テレビドラマ『ダラス』のスター、リンダ・グレイとは、グレイの元夫のエド・スラッシャーがワグナーのおじの1人という親戚関係だった。ワグナーとグレイは1979年のテレビ映画『過去へ旅した女 (The Two Worlds of Jenny Logan) 』で恋のライバルを演じた。映画は日本とヨーロッパに配給された版にのみ、ワグナーのセミヌードの場面が追加されている。

## 出演作品

### 映画
| 公開年 | 邦題 原題 | 役名                           | 備考           |
| ------ | --- | ------------------------------ | -------------- |
| 1973   | ふたり Two People | ディアドラ・マクラスキー       |                |
| 1973   | ペーパーチェイス The Paper Chase                                                                                        | スーザン・フィールズ           |                |
| 1976   | 壮烈な賭 Second Wind | リンダ                         | 日本劇場未公開 |
| 1979   | 過去へ旅した女 The Two Worlds of Jennie Logan                                                                           | ジェニー・ローガン             | テレビ映画     |
| 1981   | ナイトホークス Nighthawks                                                                                               | アイリーン                     |                |
| 1981   | ダーティー・ソルジャー/野良犬軍団 High Risk                                                                             | オリヴィア                     |                |
| 1981   | 愛と欲望の彼方に Callie Bordeaux                                                                                        | キャリー・ボルドー             | テレビ映画     |
| 1983   | プリンセス・デージー Princess Daisy                                                                                     | フランチェスカ・ヴァレンスキー | テレビ映画     |
| 1983   | カインド・オブ・ラブ Two Kinds of Love                                                                                  | スーザン・ファーリー           | テレビ映画     |
| 1985   | 遥かなる少年の日々 Martin's Day                                                                                         | メネン                         |                |
| 1986   | リンゼイ・ワグナーのヤング・アゲイン Young Again                                                                        | ローラ・ゴードン               | 日本劇場未公開 |
| 1987   | バイオニック・ジェミー スペシャル 蘇った地上最強の美女 The Return of the Six Million Dollar Man and the Bionic Woman    | ジェミー･ソマーズ              | テレビ映画     |
| 1988   | マッドタウン Evil in Clear River                                                                                        | ケイト・マッキノン             | テレビ映画     |
| 1988   | ハイジャック/FLIGHT847 The Taking of Flight 847: The Uli Derickson Story                                                | ウリ・デリクソン               | テレビ映画     |
| 1988   | ナイトサバイバー Nightmare at Bittercreek                                                                               | ニタ・ダニエルズ               | テレビ映画     |
| 1989   | 死者の誘惑 From the Dead of the Night                                                                                   | ジョアンナ                     | テレビ映画     |
| 1989   | バイオニック・ジェミー スペシャル 地上最強の美少女誕生 Bionic Showdown: The Six Million Dollar Man and the Bionic Woman | ジェミー･ソマーズ              | テレビ映画     |
| 1991   | リコシェ Ricochet | プリシラ・ブリムリー判事       |                |
| 1992   | アトランティック殺人事件 Treacherous Crossing                                                                           | リンジー・トンプソン・ゲイツ   | テレビ映画     |
| 1993   | ジェニファー・ロペスの 救命看護 Nurses on the Line: The Crash of Flight 7                                               | エリザベス・ハーン             | テレビ映画     |
| 1994   | ダニエル・スティール/ある愛のかたち Once in a Lifetime                                                                  | ダフネ・フィールズ             | テレビ映画     |
| 1994   | Bionic Ever After? | ジェミー･ソマーズ              | テレビ映画     |
| 1997   | バイオハザード Contagious                                                                                               | ハンナ・コール                 | テレビ映画     |
| 1998   | ボヤージ・オブ・テラー/死の航海 Voyage of Terror                                                                        | ステファニー・タウバー         | テレビ映画     |
| 2003   | みにくいアヒルの子 A Light in the Forest                                                                                | ペネロピ・オードリー           | 日本劇場未公開 |
| 2005   | シッカー・ザン・ウォーター Thicker than Water                                                                           | ジェス・ジャレット             | テレビ映画     |
| 2018   | サムソン 神に選ばれし戦士 Samson                                                                                        | Zealphonis                     | 日本劇場未公開 |

### テレビ
| 放映年    | 邦題 原題                                               | 役名                 | 備考                                     |
| --------- | ------------------------------------------------------- | -------------------- | ---------------------------------------- |
| 1971      | 特捜隊アダム12 Adam-12                                  | ジェニー・カーソン   | シーズン4 第2話 "Million Dollar Buff"    |
| 1971-1972 | 四次元への招待 Night Gallery                            | 女性/ナース          | 2エピソード                              |
| 1971-1975 | ドクター・ウェルビー Marcus Welby, M.D.                 | 様々な役             | 5エピソード                              |
| 1972      | 秘密捜査官オハラ O'Hara, U.S. Treasury                  | エディ・ラング       | 第14話 "Operation: XW-1"                 |
| 1972      | FBIアメリカ連邦警察 The F.B.I.                          | ローリー・ピール     | シーズン7 第25話 "Dark Journey"          |
| 1974-1975 | ロックフォードの事件メモ The Rockford Files             | サラ・バトラー       | 2エピソード                              |
| 1975-1976 | 600万ドルの男 The Six Million Dollar Man                | ジェミー･ソマーズ    | 9エピソード                              |
| 1976-1978 | 地上最強の美女バイオニック・ジェミー The Bionic Woman   | ジェミー･ソマーズ    | 58エピソード                             |
| 1983      | 俺たち賞金稼ぎ!!フォール・ガイ The Fall Guy             | メアリー・コナーズ   | シーズン3 第1話 "Devil's Island"         |
| 1984      | Jessie                                                  | Dr. Jessie Hayden    | 10エピソード                             |
| 1988      | 新・ヒッチコック劇場 Alfred Hitchcock Presents          | スーザンフォレスター | シーズン3 第3話 "Prism"                  |
| 1989-1995 | A Peaceable Kingdom                                     | Rebecca Cafferty     | 12エピソード                             |
| 1991      | 華麗なる女実業家 仕掛けられた罠 To Be the Best          | ポーラ・オニール     | ミニシリーズ                             |
| 2002      | 5人の女刑事たち ザ・ディヴィジョン The Division         | Agatha B.            | シーズン2 第18話 "Farewell, My Lovelies" |
| 2010-2014 | ウェアハウス13 〜秘密の倉庫 事件ファイル〜 Warehouse 13 | ヴァネッサ・カルダー | 6エピソード                              |
| 2011      | ALPHAS/アルファズ Alphas                                | ヴァネッサ・カルダー | シーズン1 第5話 "愛が消える時"           |
| 2015      | NCIS 〜ネイビー犯罪捜査班 NCIS                          | バーバラ・ビショップ | シーズン13 第10話 "血を分けた兄弟"       |
| 2018      | フラーハウス Fuller House                               | ミリー               | シーズン4 第6話 "エンジェルたちの夜遊び" |
| 2018-2019 | グレイズ・アナトミー 恋の解剖学 Grey's Anatomy          | ヘレン・カレフ       | 4エピソード                              |

### ビデオゲーム
| 発売年 | 邦題 原題                              | 役名                                     | 備考                 |
| ------ | -------------------------------------- | ---------------------------------------- | -------------------- |
| 2019   | デス・ストランディング Death Stranding | サマンサ・アメリカ・"アメリ"・ストランド | 声の出演（英語音声） |

## 著書
- High Road to Health: A Vegetarian Cookbook by Lindsay Wagner and Ariane Spade (1994年) ISBN 978-0671872779
- Lindsay Wagner's New Beauty: The Acupressure Facelift  by Lindsay Wagner and Robert M. Klein (1987年) ISBN 978-0135368060
- 30-Day Natural Face Lift Program by Lindsay Wagner and Robert M. Klein (1988年) ISBN 978-0861887798